# トヨタ・エスクァイア
エスクァイア (Esquire) は、トヨタ自動車が生産・販売していたMクラス高級ミニバンである。製造はトヨタ車体富士松工場が担当していた。

## 概要
5ナンバーサイズミニバンであるR8#型ノア・ヴォクシー（以下、まとめて「2車」）をベースに「上質感」と「上級感」、そして「高級感」を持たせることを目的に開発された。2車よりも発表は遅れたが、開発自体は2車と同時に行われていた。
基本的なデザインは2車と共通しているが（フロントバンパーベースについてはノアと同一品で加飾品を変更している）、フロントグリルはアンダーグリルまで伸びたT字構えの大型タイプとし、中心部から両端部にかけてパターンを変化させた縦基調のメッキ加飾バーを配置し、グリルバーとヘッドランプにスモーク加飾を施した。また、サイドにはステンレスベルトモールを配し、アウタードアハンドルにもメッキ加飾を施した。バックドアはアウタードアハンドルのデザインを2車（車名浮き出し文字が一体成型）と変更し、独立した車名バッジがナンバープレート左側付近に配置される。
内装ではエアコンコントロールパネルにピアノブラック塗装を、インパネ助手席側の大型オープントレイとドアトリム上部に金属調加飾とステッチを、メーターは金属調加飾の三眼リングと立体的な文字目盛を採用した。
廉価グレードが設定されていないことや、外観にメッキやステンレスの加飾を、内装に合成皮革を多く用いていることもあり、価格帯は2車に比べて高めに設定されている。また、3ナンバー登録のドレスアップモデルは設定されないため、全車5ナンバー登録となる。
外装ではノア・ヴォクシーの廉価グレードに設定されているホイールキャップ仕様車は、エスクァイアでは2車との高級感の差別化を図る為に設定されておらず、全グレードアルミホイール仕様車となる。

## メカニズム
2車同様にガソリン車とハイブリッド車の2つのパワートレインが用意され、仕様も2車と同じである。
ガソリン車は2.0Lの「3ZR-FAE型」にSuper CVT-iを組み合わせて採用し、アイドリングストップシステムも搭載。
ハイブリッド車はリダクション（減速）機構付THS IIを採用し、エンジンは1.8L・ミラーサイクル仕様の「2ZR-FXE」型を採用する。           
そうした技術により、車両重量1650kg以下の「Xi」の4WD車を除く全車で「平成27年度燃費基準+20%」を達成した（ハイブリッド車は「平成32年度燃費基準+20%」も達成）。

## 初代 ZRR8#G/ZWR80G型 (2014年-2022年)

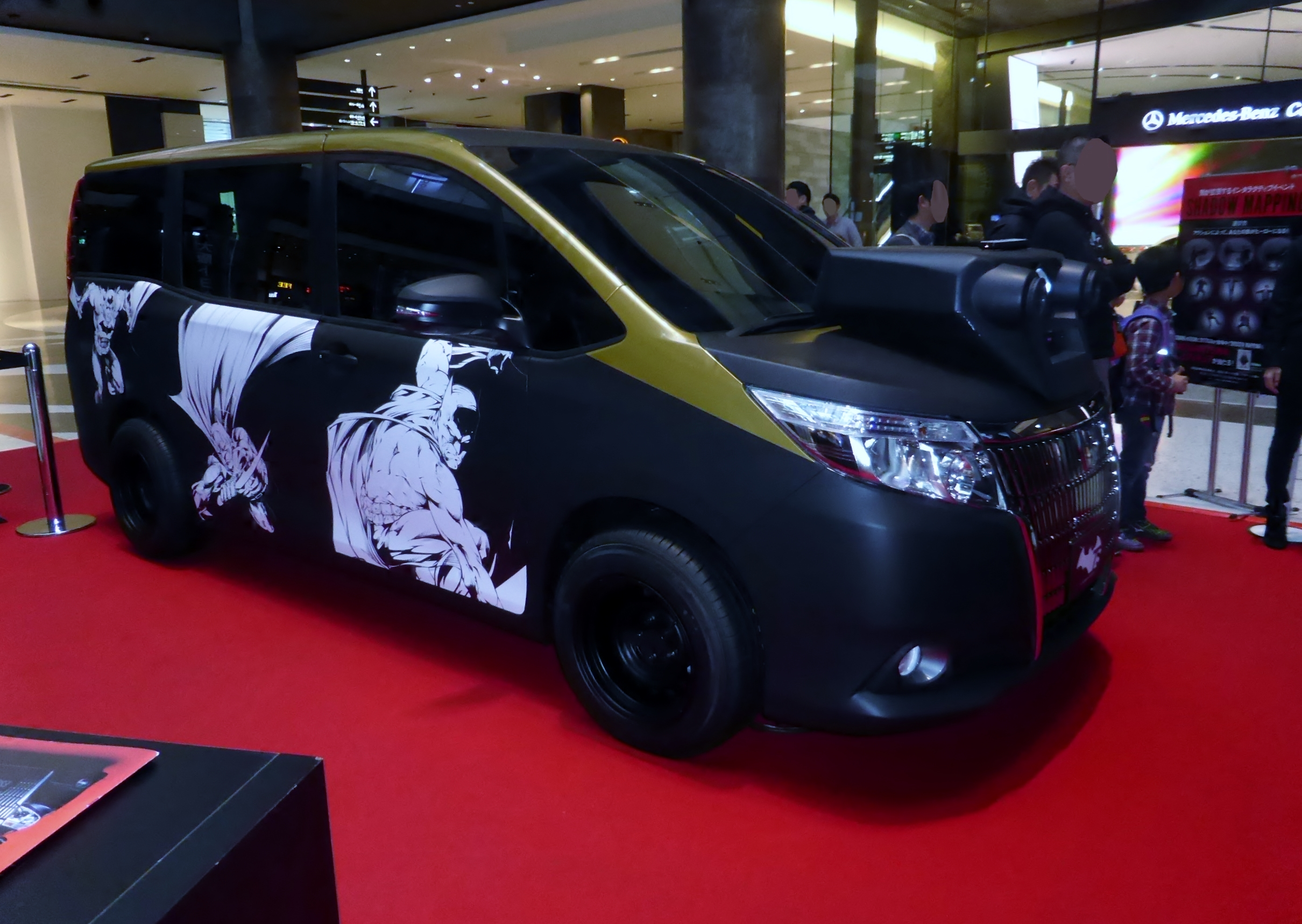
バットマン75周年仕様

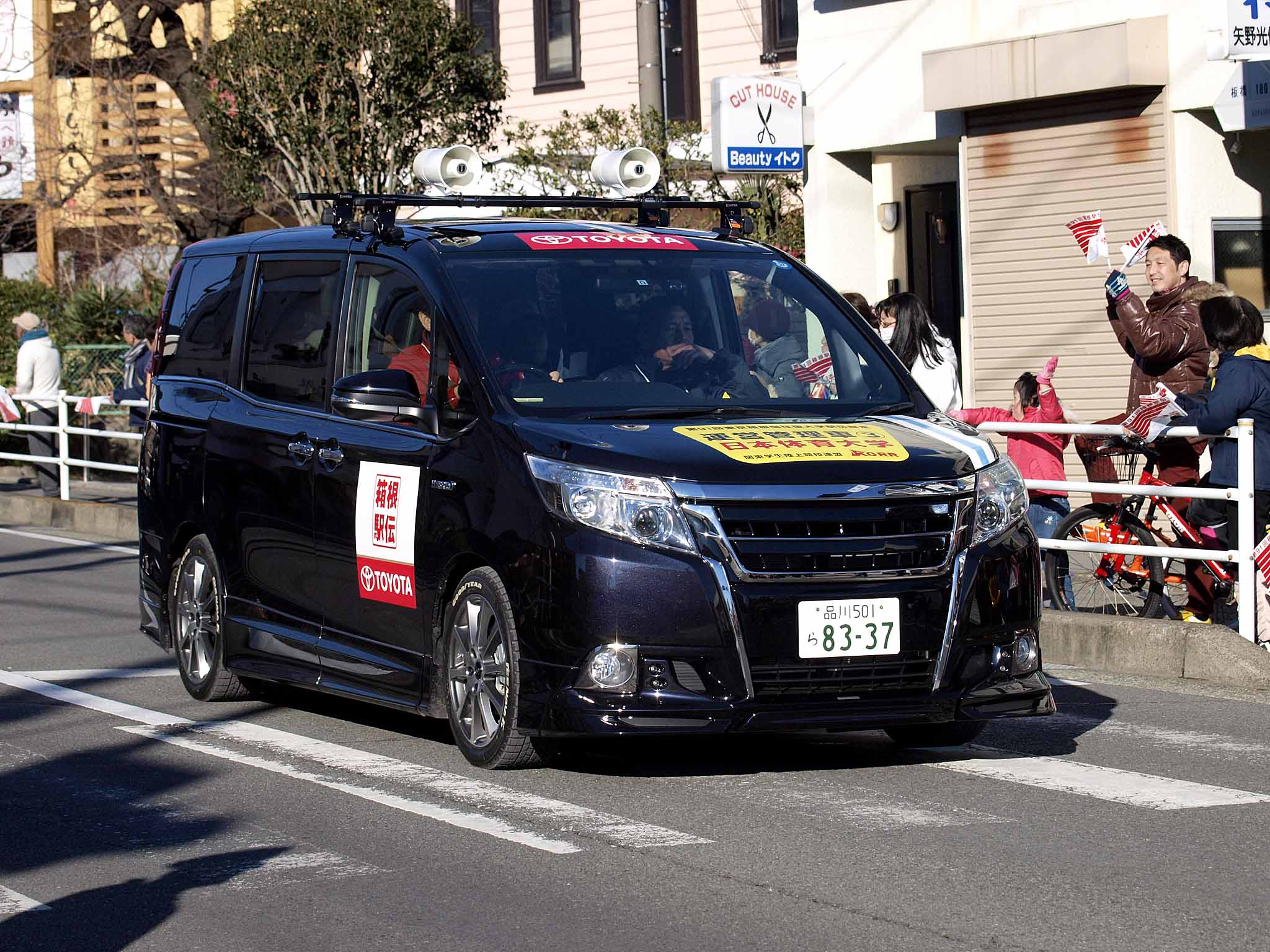
TRDスポルティーヴォ
第91回箱根駅伝運営管理車
日本体育大学仕様

### 年表
2014年10月29日
同日、発売。
グレード構成は「Xi」と「Gi」の2グレード。それぞれにガソリン車とハイブリッド車が設定される。駆動方式は、ガソリン車が2WD（FF）と4WDの2タイプ。ハイブリッド車は2WD（FF）のみの設定。
「Gi」は「Xi」の主要装備に加え、クルーズコントロール、「ナノイー（フロントオートエアコンに内蔵）」を追加装備し、本革巻き3本スポークステアリングホイールと本革巻きシフトノブは黒木目調加飾付に、シート表皮は合成皮革（昇温降温抑制機能付）に、ワンタッチスイッチ付パワースライドドアは運転席側を追加したデュアル仕様にそれぞれグレードアップされる。
また、ガソリン車とハイブリッド車で装備内容が異なり、「HYBRID Xi」はガソリン車では「Gi」のみの装備となる撥水機能付スーパーUVカットガラス（フロントドア）、快適温熱シート、スマートエントリー＋プッシュスタートシステムを追加。
「HYBRID Gi」は専用装備としてリアオートエアコン（ガソリン車の「Xi"サイドリフトアップシート装着車"」にも装備）と「おくだけ充電」を、ガソリン車の「Gi」にも専用装備としてオートマチックハイビームと自動防眩インナーミラーが装備される。
ボディカラーは、「スパークリングブラックパールクリスタルシャイン（メーカーオプション）」を含む7色を設定。他の6色は「ヴォクシー」・「ノア」と共通。
2016年1月6日
一部改良。同時に特別仕様車「Gi"Black-Tailored"」を発売。
プリクラッシュセーフティ（レーザーレーダー＋単眼カメラ方式）、レーンディパーチャーアラート、オートマチックハイビームをセットにした衝突回避支援パッケージ「Toyota Safety Sense C 」を全車に標準装備。小さなすり傷を自己修復するクリア塗装「セルフリストアリングコート」をすべてのボディカラーに採用した。
「Gi"Black-Tailored"」は、「Gi」・「HYBRID Gi」をベースとした特別仕様車で、ブラックを基調とした内外装デザインを採用している。
エクステリアでは、ダークメッキを施したフロントグリルやフロントフォグランプベゼルに加え、スモークメッキを施したボンネットフードモールやリヤガーニッシュを特別装備。
インテリアは、ルーフやピラーガーニッシュをブラックとするとともに、助手席オーナメントやドアトリムオーナメントにアクセントとしてピンキッシュゴールドを施したほか、専用のシート表皮（合成皮革）を採用。さらに、LEDフロントフォグランプ、リアオートエアコンを特別装備とした。ボディカラーは特別設定色の「アイスチタニウムマイカメタリック」を含む5色を設定する。
2017年7月3日
マイナーチェンジ。
最上級パッケージ「Gi“Premium Package”」を新設定。また、乗降時にセカンドシートが回転・前傾する「サイドリフトアップチルトシート装着車」を「Xi」にパッケージオプションとして設定し、同年10月発売予定と発表した。
エクステリアは、Bi-Beam LEDヘッドランプ（オートレベリング機構付）と面発光のLEDクリアランスランプを採用するとともに、フロントグリルは横幅を拡大し、めっきバーをセンター部分は太く、サイド部分は細くし、間にシルバーの樹脂を挟んだ新意匠となり、ヘッドランプからフォグランプまで連続するめっきも施した。バックドアガーニッシュには縦基調の形状を加えた。また、切削光輝加工とダークグレーメタリック塗装を施した新開発の15インチアルミホイールを全車に標準装備した。ボディカラーは「ダークバイオレットマイカメタリック」と「オーシャンミントメタリック」に替わり、「アバンギャルドブロンズメタリック」と「ブラッキッシュアゲハガラスフレーク（メーカーオプション）」が設定された。
新設定の「Gi“Premium Package”」は、インテリアにラインパターンを配したブラウンレーザーライン加飾や、加飾に合わせ縦基調のキルティングを施した「ブランノーブ」に合成皮革を組み合わせた専用シート表皮を採用。また、LEDコーナーリングランプや自動防眩インナーミラーを標準装備としている。
そのほか、助手席シートバックに格納式テーブル（カップホルダー2個付）を、インストルメントパネルのセンターロア部に充電用USB端子（2個）をそれぞれ追加したほか、クルーズコントロールやUVカット・IRカット機能付ウインドシールドガラスを全車に標準装備。ハイブリッド車と「Gi（「Premium Package」を含む）」のガソリン車には蓋付きセンターコンソールボックスを標準装備。ボックス背面には充電用USB端子2個を備えている。また、パワースライドドア（「Xi」のガソリン車はオプション設定）には、閉める途中にフロントドアハンドルのセンサーに触れると施錠予約ができるスマートロック操作機能を追加。
スライドドアにシールを追加し遮音性が向上したほか、空力パーツの追加やボディ剛性の向上、ショックアブソーバーの改良を実施し、優れた操縦安定性と乗り心地、静粛性を実現している。
2018年6月
衝突回避支援パッケージの名称を「Toyota Safety Sense C」から、「Toyota Safety Sense」に変更（公式発表なし）。
2019年1月7日
一部改良。同時に特別仕様車「Gi"Premium Package・Black-Tailored"」を発売し、モデリスタコンプリートカー「Xi"MULTI UTILITY"」を発表（「Xi"MULTI UTILITY"」は4月4日発売）。
既採用の「Toyota Safety Sense」において、プリクラッシュセーフティに昼間の歩行者検知機能を追加するとともに、インテリジェントクリアランスソナー（パーキングサポートブレーキ(静止物)）が新たに設定され、「Xi（ガソリン車の「サイドリフトアップチルトシート装着車」、「ウェルジョイン」を含む）」にオプション設定、「Gi（「Premium Package」を含む）」に標準装備された。
特別仕様車「Gi"Premium Package・Black-Tailored"」は、内装にセンタークラスターパネルやフロントドアスイッチベースにブラックレーザーライン加飾が施され、ブラックのシート表皮にはTBカワシマのヌバック調シート表皮「ブランノーブ」が採用された。
「Xi"MULTI UTILITY"」（通称MU）は、「Xi」のガソリン8人乗り車をベースにサードシートを取り払い、オーク木目調ロンリューム張りのラゲージフロアを架装した5人乗り仕様。
2020年4月
仕様変更（公式発表なし）。
WLTCモード走行による排出ガス及び燃料消費率（ハイブリッド車はJC08モード走行による燃料消費率も併記）に対応。ハイブリッド車は「平成30年排出ガス基準75%低減レベル（☆☆☆☆☆）」認定を取得したものの、JC08モード走行による燃料消費率が低下（23.8km/L → 22.8km/L）したため、「2020年度燃費基準+30%」達成となった。また、ハイブリッド車はフロントフェンダーに装着されていたHYBRIDエンブレムが廃止された。
グレード体系が縮小され、「Gi」と「HYBRID Gi」のみとなった。特別仕様車の「Gi"Premium Package・Black-Tailored"」、「HYBRID Gi"Premium Package・Black-Tailored"」は継続販売される。
2020年5月1日
東京都を除く全ての地域での全車種併売化に伴い、トヨタ西東京カローラを除くカローラ店、ネッツトヨタ多摩・ネッツトヨタ東都を除くネッツ店での販売を開始。姉妹車のノア、ヴォクシーも一緒に併売される。
2021年9月18日
同年12月上旬をもって生産を終了することが発表された。
2022年1月13日
姉妹車であるノア・ヴォクシーが4代目へ移行。これにより、7年の歴史に幕を閉じた。

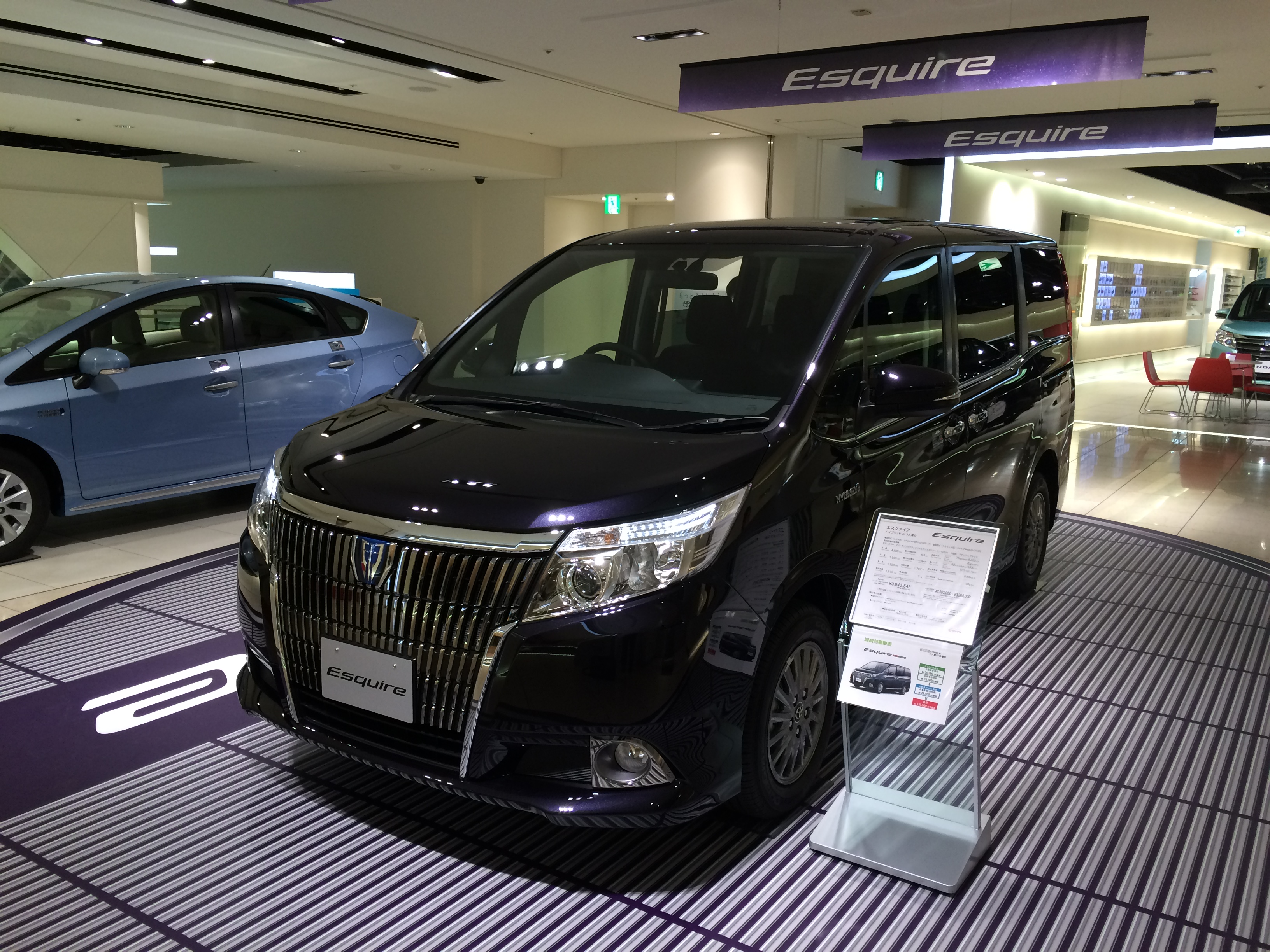
2014年10月発売型 HYBRID Xi （2014年10月 - 2017年7月）
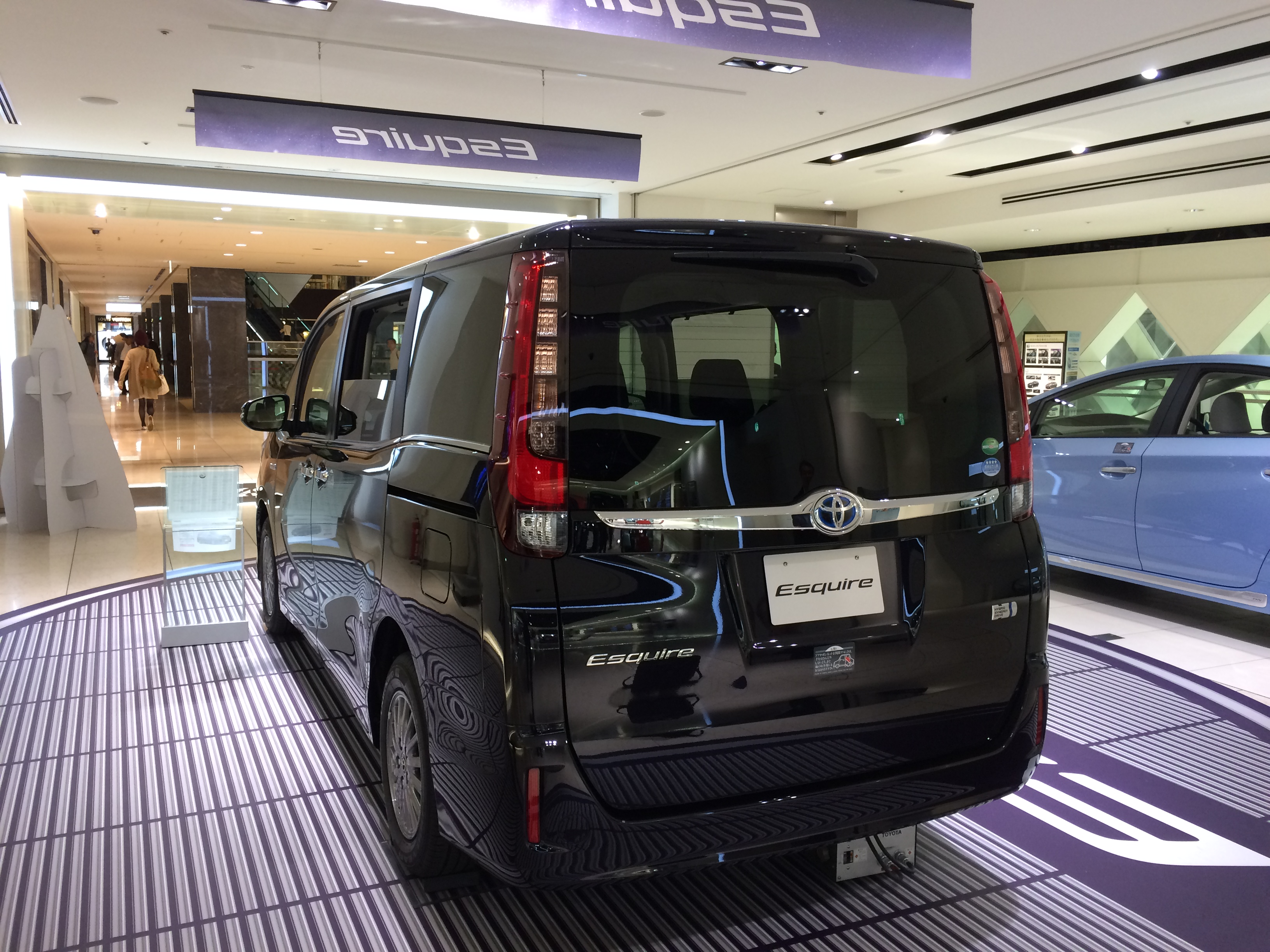
2014年10月発売型 HYBRID Xi リヤ
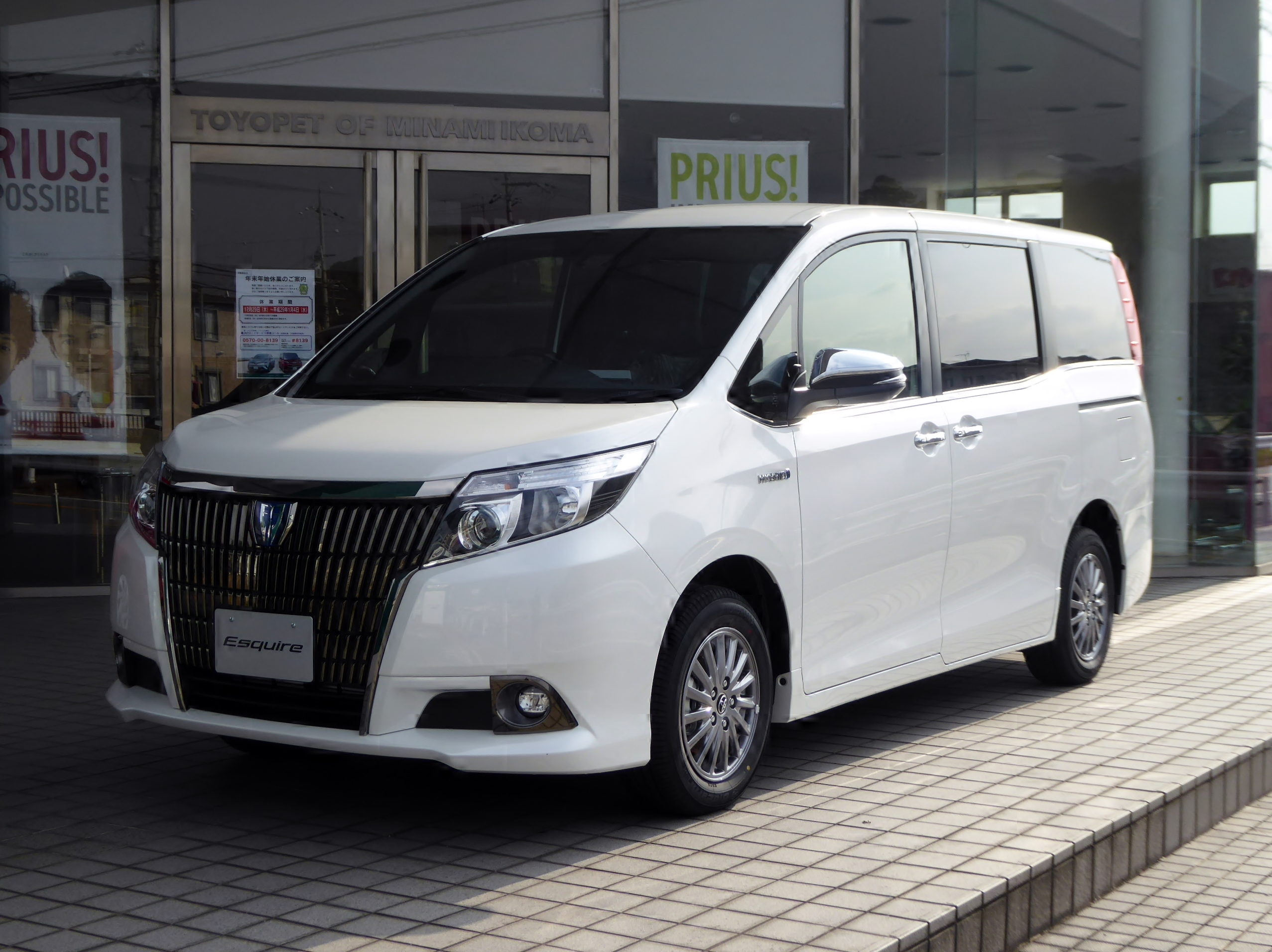
HYBRID Gi Black-Tailored
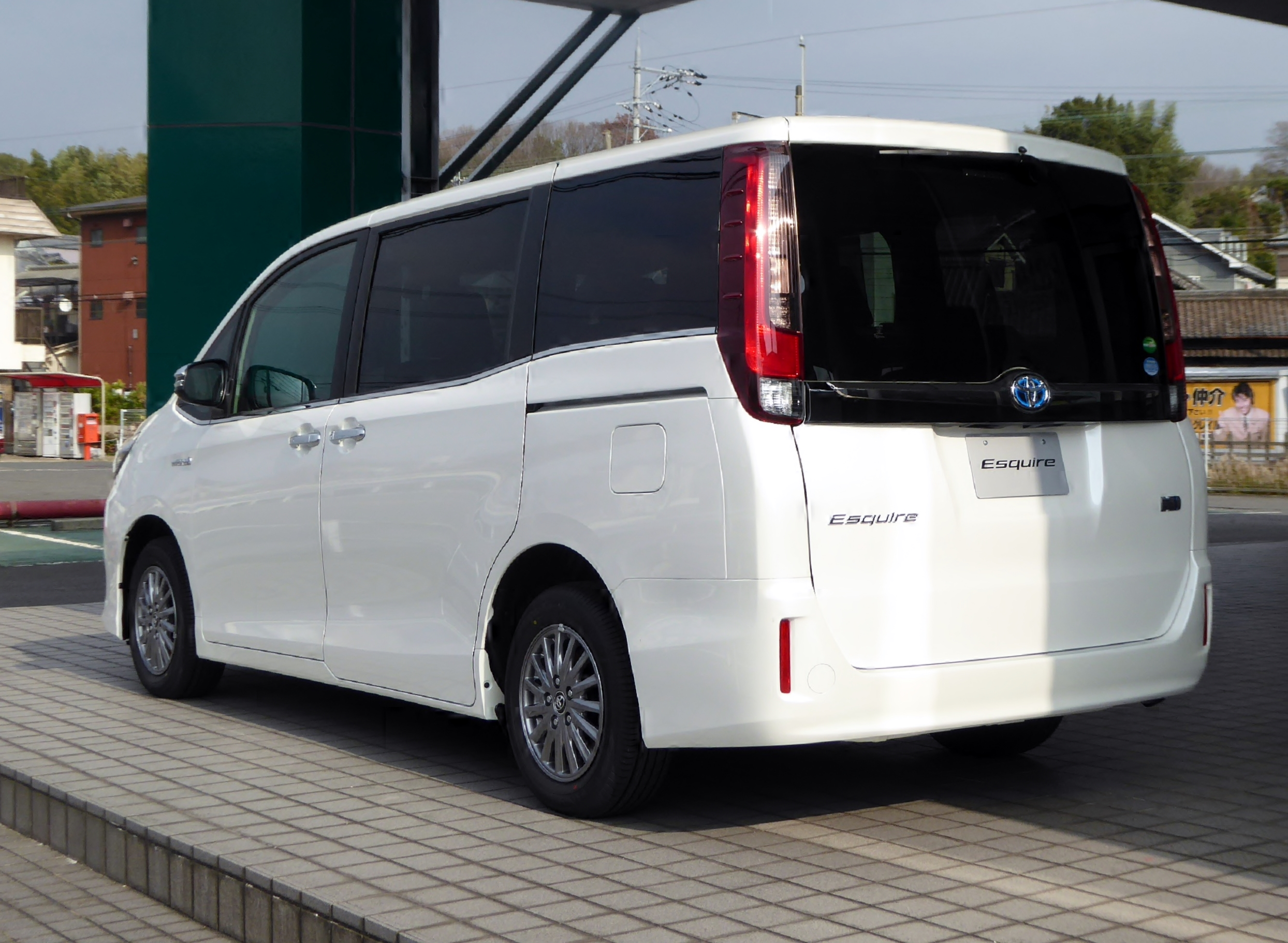
HYBRID Gi Black-Tailored リヤ
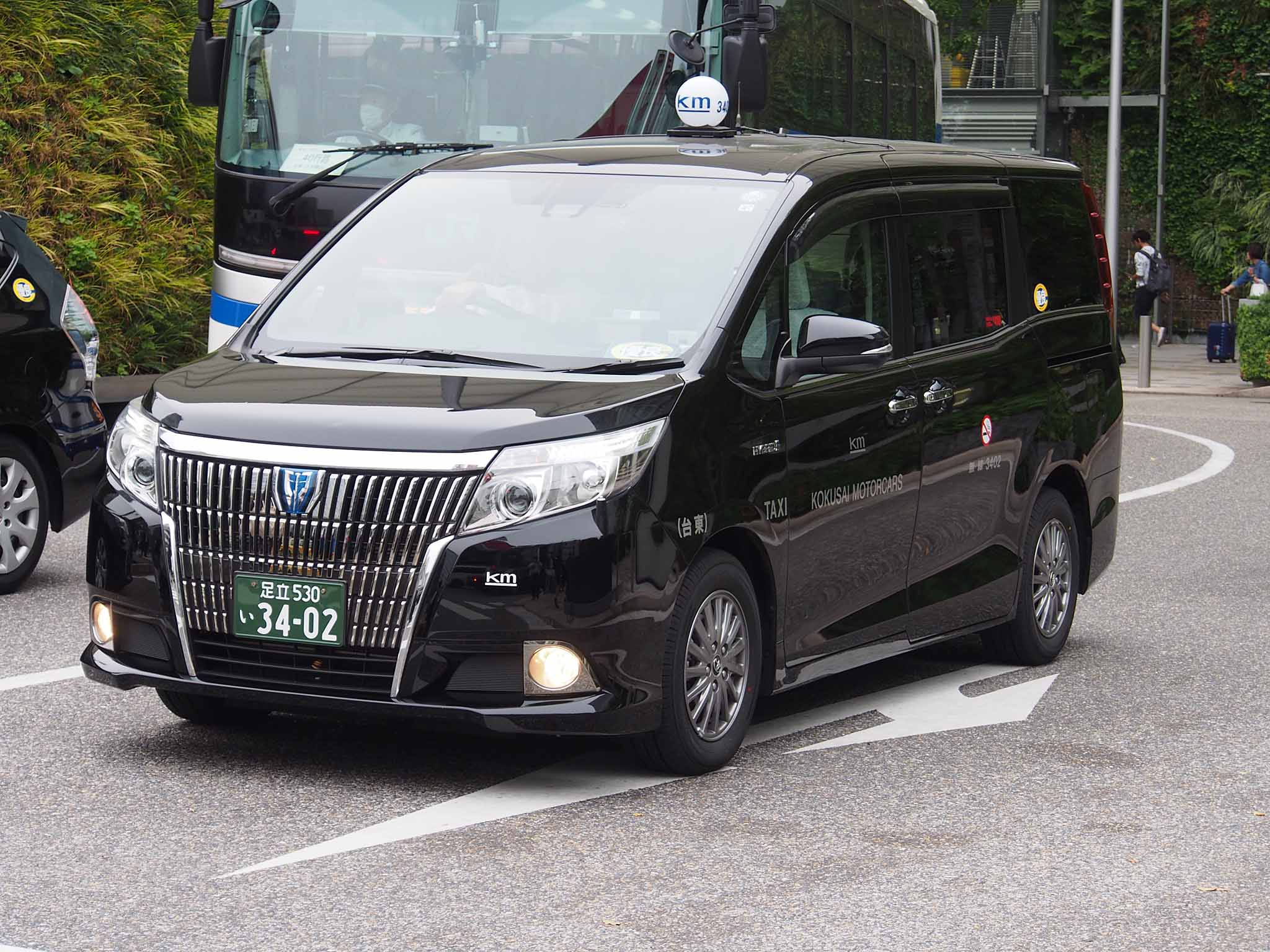
タクシーとしての使用例

## 車名の由来
英語で男性向け敬称を意味する「ESQUIRE」に由来。フロントエンブレムは、その語源である中世ヨーロッパの従騎士の盾と矛、紳士のスーツ姿の襟元をモチーフにしており、エンブレムには「ESq」（Esq.）の文字が隠されている。

## 販売店
- トヨタ店・トヨペット店
  - 東京都では、以前は東京トヨタと東京トヨペットで取扱っていたが、2019年4月1日の販売チャネル制度廃止に伴い、東京都内の全販売店トヨタモビリティ東京（カローラ店系列のトヨタ西東京カローラ、ネッツ店系列のネッツトヨタ多摩とネッツトヨタ東都）で姉妹車のノア・ヴォクシー共々取り扱う。